# Флор (балка)

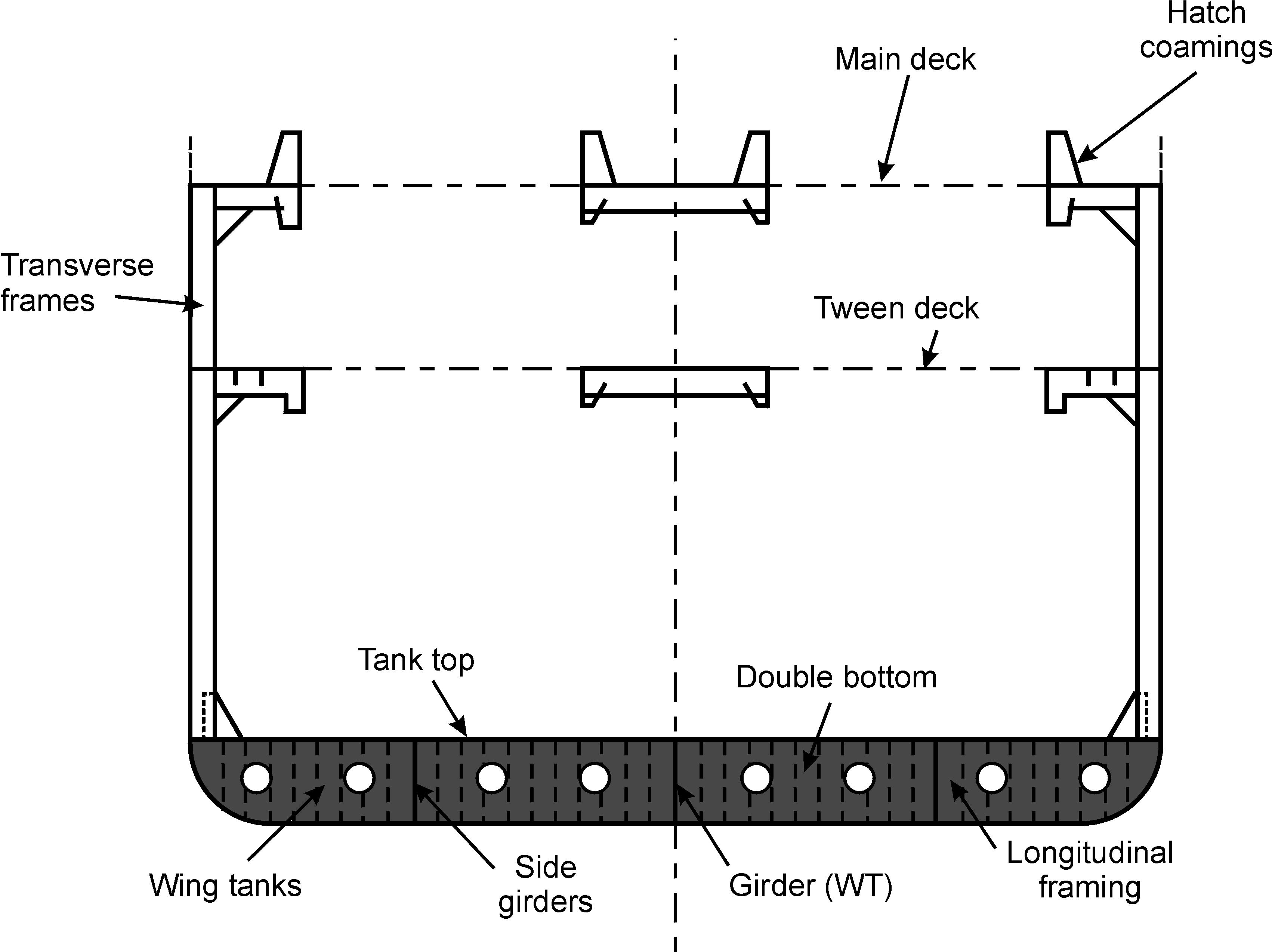
Поперечний розріз металевого судна. Флор позначено темним кольором.

Флор (англ. floor — «підлога», «поверх») — поперечна сталева днищева балка або сталевий лист в наборі судна (чи поперечна сталева балка або лист в танку, як частина набору корпусу судна), продовженням якої від скулової частини корпусу судна до верхньої палуби є шпангоути.

## Види флорів
- Водонепроникний флор або суцільний глухий флор (англ. watertight floor);
- Суцільний флор з вирізами (англ. solid floor);
- Бракетний флор або полегшений флор, або відкритий флор (англ. bracket floor).

На великих суднах, як правило, вирізи в днищевих флорах роблять так, що відстань від вирізу до днища становить 25 сантиметрів і відстань від вирізу до деки трюму теж становить 25 сантиметрів. Враховуючи, що висота танка звичайного судна між днищем і декою становить 96-100 см, можемо сказати що виріз флора по висоті приблизно дорівнює 48 сантиметрам. Виріз у флорі може бути круглим або овальним. Овальний виріз висотою близько 48 сантиметрів (довжина більше) дозволяє пролазити не повній людині для обстеження танків та інших відсіків.
Флори можуть бути не тільки днищевими. Так, на балкерах у верхніх танках теж присутні флори, а флори в форпіках і ахтерпіках можуть бути по всій висоті танка.